# STS-32
STS-32 — космічний політ БТКК «Колумбія» за програмою «Спейс Шаттл» (33-й політ програми і 9-й політ «Колумбії»), метою якого були запуск супутника «Сінком» («IV Synkom» — F5, відомий так само як «Leasat 5») і повернення модуля дослідження тривалої експозиції «LDEF».

## Екіпаж

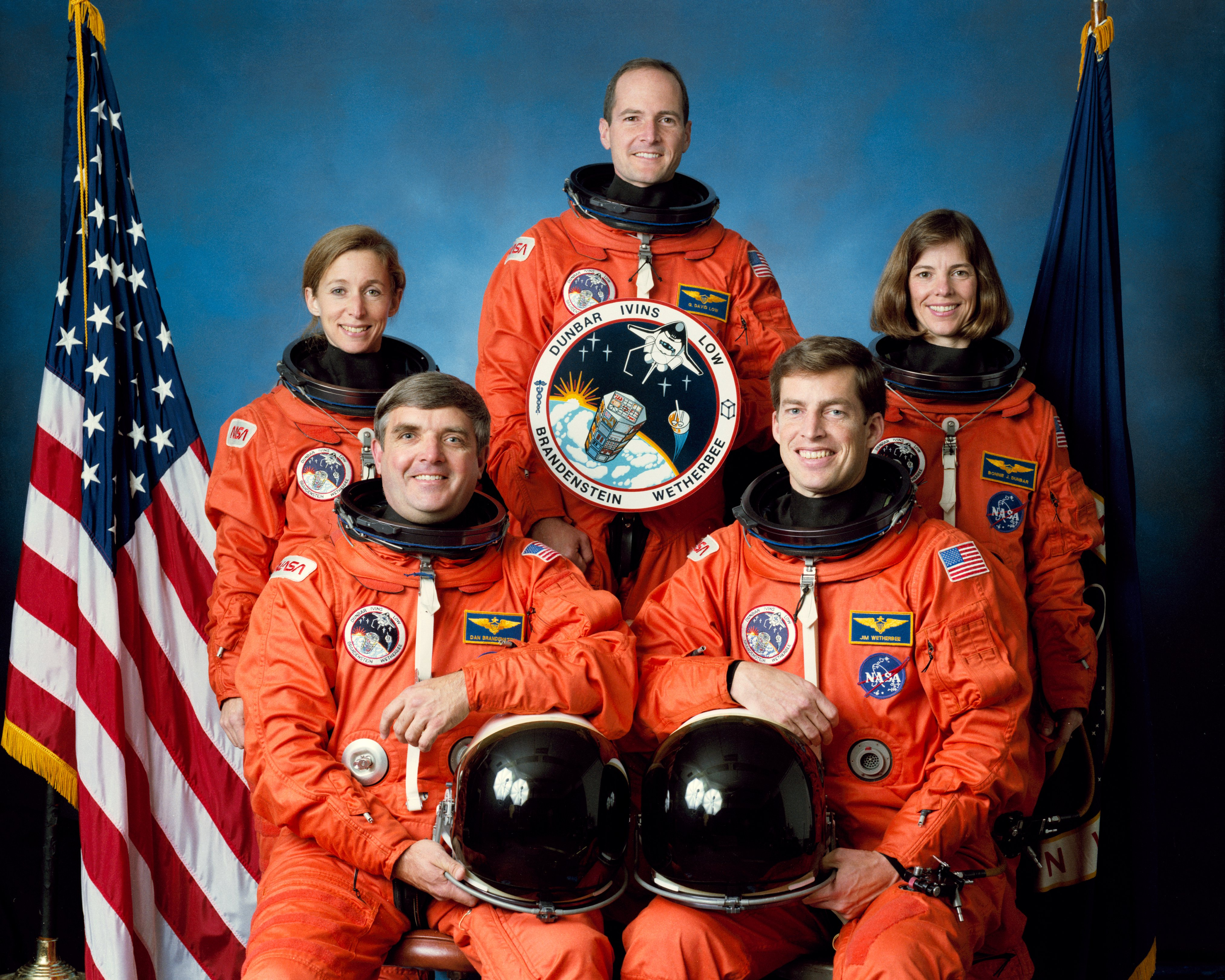
Екіпаж STS-32 (зліва-направо): М. Айвінс, Д. Бранденстайн, Дж. Лоу, Дж. Уезербі й Б. Данбар

- (НАСА): Деніел Чарльз Бранденстайн (3)[2] — командир;
- (НАСА): Джеймс Везербі (1) — пілот;
- (НАСА): Бонні Данбар (2) — фахівець польоту − 1;
- (НАСА): Джордж Лоу (1) — фахівець польоту − 2;
- (НАСА): Марша Айвінс (1) — фахівець польоту −3.

## Параметри польоту
- Маса апарата
  - При старті — 116 117 кг;
  - При посадці — 103 571 кг;
- Вантажопідйомність — 12014 кг.

## Резюме місії
«STS-32» запущено з Космічного центру Кеннеді (КНЦ), штат Флорида, 9 січня 1990 року в 7:35:00 AM EST. Запуск, спочатку запланований на 18 грудня 1989 року, пізніше відкладено, щоб дозволити завершити й перевірити модифікацію «Pad А». Другий запланований запуск, 8 січня 1990 року, перервано через погодні умови. «Колумбія» мала стартову масу 255 994 фунтів (116 117 кг).
Основними цілями місії були — розгорнути супутник «Сінком IV — F5 Defense Communications» (також відомий як «Leasat 5»), і для отримання Long фонд НАСА Тривалість експозиції «LDEF», чиї пошуку було відкладено для 41 / 2 років змінами планування та Чалленджер катастрофи 1986 року. «Сінком IV — F5» була розгорнута на другий день польоту, і на третьому етапі Мінітмен твердого перигей удар двигуна в рух його в геостаціонарну орбіту. Данбар дістав LDEF на четвертий день польоту за допомогою технології віддаленого система маніпулятора шаттла. Своєчасність пошуку має найважливіше значення, оскільки високий рівень сонячного потоку збільшилася щільність орбітальної середовища «LDEF» і прискорила свій темп орбітальної розпаду. Фахівці, ретельно контрольовані стабільність орбіти Крафт очікували, що якщо LDEF не було повернено в строк, що це пройде занадто низьким для шаттла для безпечного досягнення, і можуть бути знищені при вході в атмосферу в лютому 1990 року. Таким чином, точний час відрив місії була визначена приблизно о 12:00 перед запуском, з використанням новітніх відстеження даних про LDEF . Це був доставлений на 352 кілометрів (190 НМІ) орбіта, нахилена 28,5 градусів до екватора.
Екіпаж виконав 41/2-hour фотографічний огляд вільного польоту структури, яка провела 57 науки, технології та програми експерименти. 12 -стороння циліндр, розміром з невеликий автобус, потім на стоянці у вантажному відсіку орбітального апарата для повернення на Землю.
НАСА планувала отримати дані про вплив членів екіпажу до тривалих періодів невагомості, і його вплив на продуктивність екіпажу при посадці орбітальний апарат після тривалого місії. STS-32 встановив новий тривалість трансфер рекорд майже одинадцять днів. Комплект орбітальний апарат був розроблений, щоб дозволити трансфер працювати протягом до 16 днів на орбіті Землі, і пізніше дебютує на СТС-50 місії Колумбії в 1992 році.
Витяг LDEF був знятий з IMAX камери, і з'явився у фільмі Долі IMAX в космосі в 1994 році. Спостереження Землі кадри з камери також з'явилося в 1991 фільм Блакитний Планети.
Колумбія благополучно приземлився 20 січня 1990 в 1:35:37 ранку за тихоокеанським часом на ЗПС 22 авіабазі Едвардс, штат Каліфорнія. Шаттл мав вагу при посадці 103571 кг. Відстань розгортання було 3271 метр, а час впровадження було 62 секунд. Орбітальний апарат повернувся в КНЦ 26 січня 1990.

## Емблема
На емблемі місії «STS-32» зображено зустріч орбітального корабля зі супутником «LDEF» і старт супутника «Syncom», після успішного запуску на геосинхронну орбіту. П'ять зірок по обидва боки від шаттла (три ліворуч і дві праворуч) позначають номер місії (32). Сім стилізованих променів Сонця нагадують про загиблих членів екіпажу «Челленджера».

## Галерея

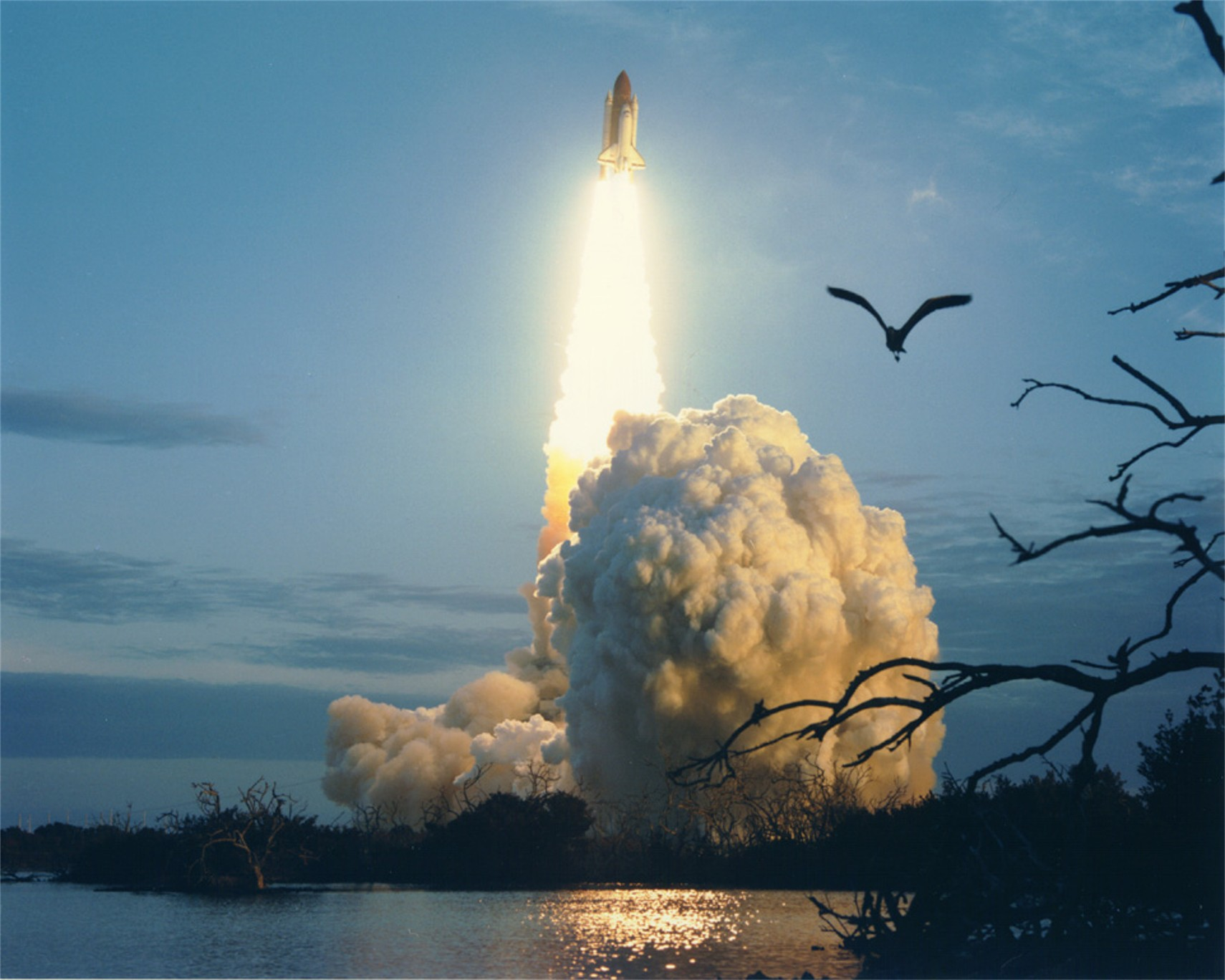
Зліт «STS-32».
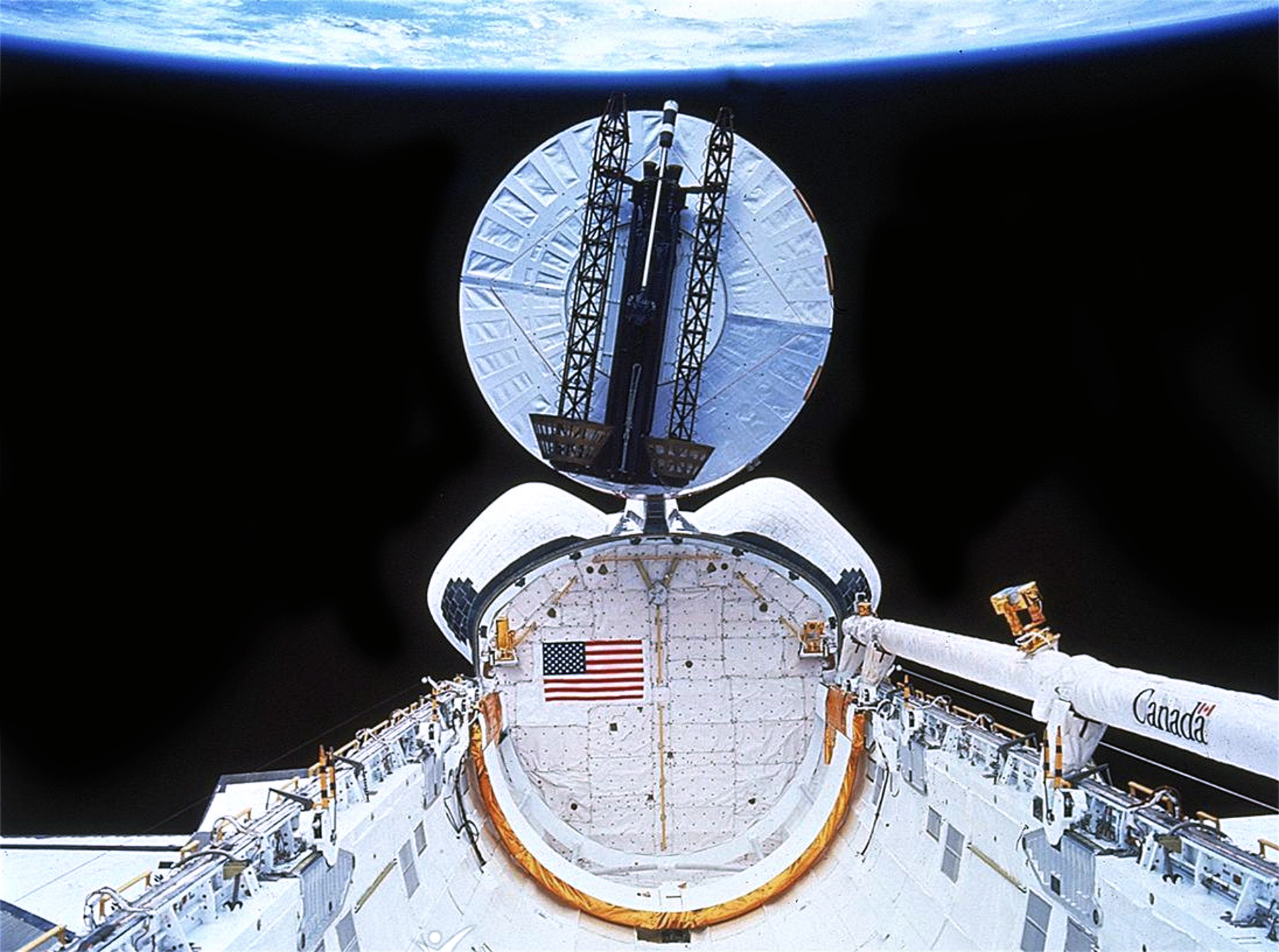
Супутник «IV-F5Сінком» розгортається.
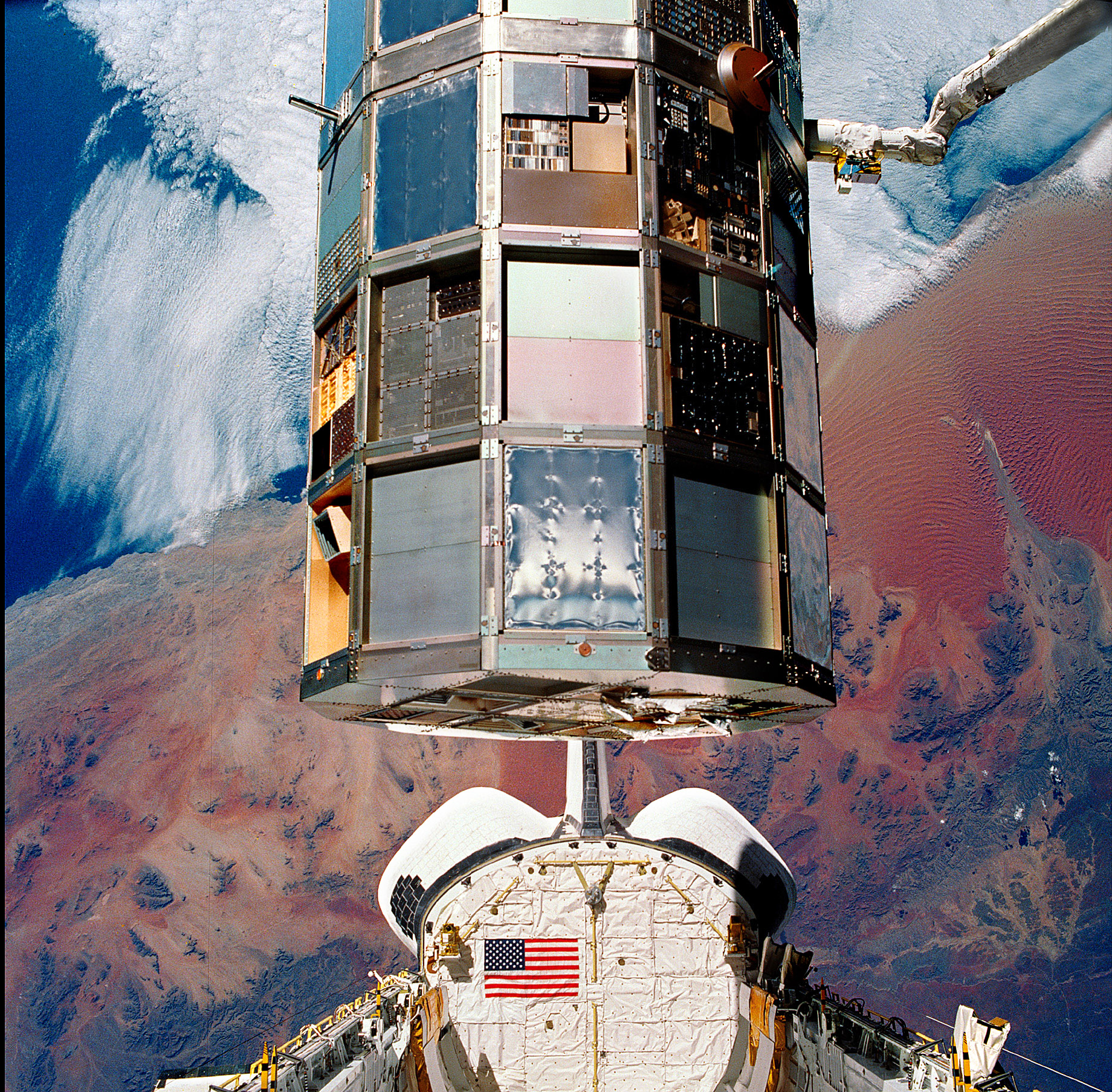
«Колумбія» витягує установка довжиною Тривалість експозиції.
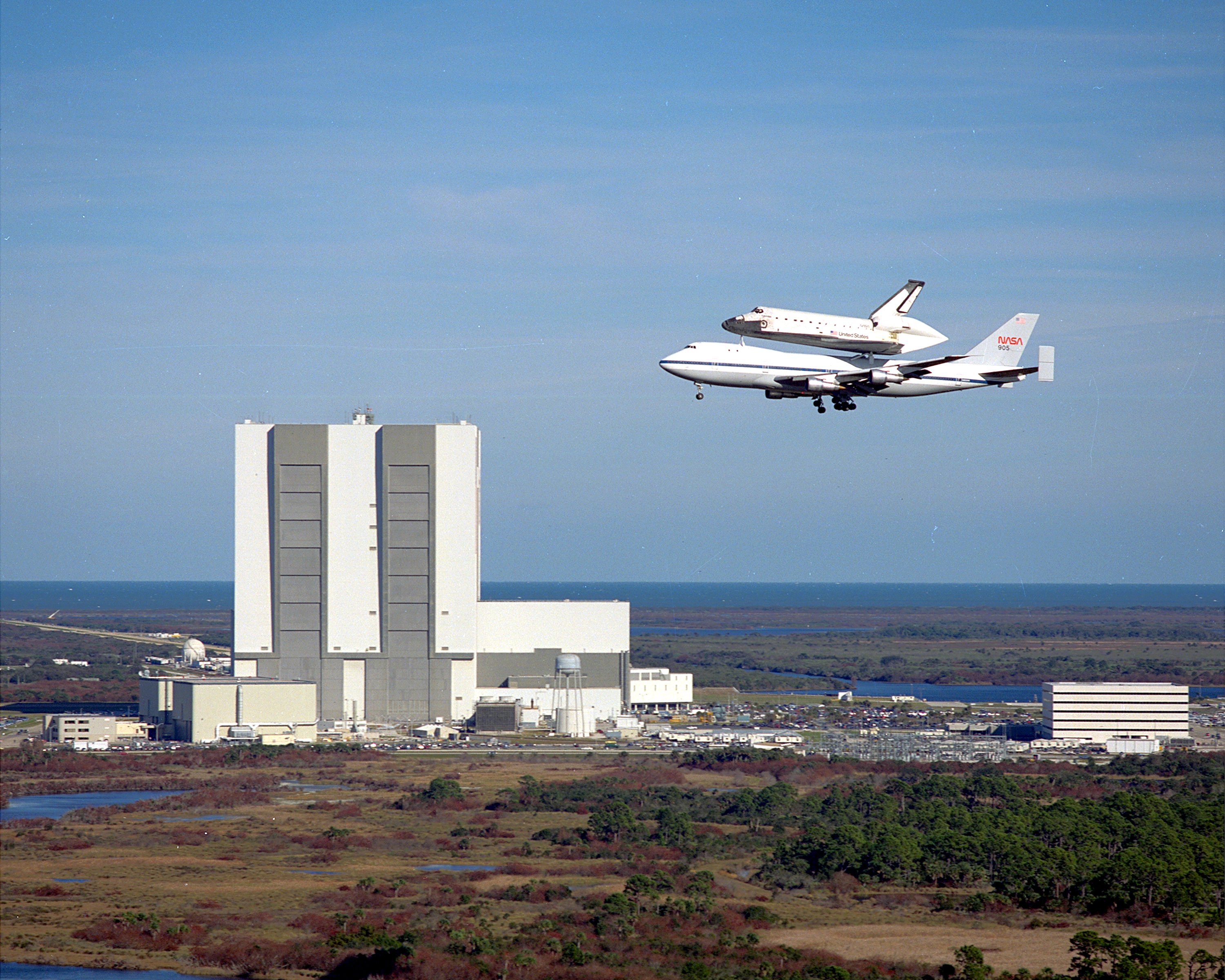
Шаттл Колумбія, повертаючись до Космічного центру Кеннеді (КНЦ) після успішного STS-32 місії, пролітає повз будівлю вертикальної збірки на КНЦ, забезпечених вершині літака-носія трансфер.